# Tantalus Fluctus
Tantalus Fluctus est une zone sombre de la surface de Mars, située à l'est d'Alba Mons, l'un des volcans boucliers du dôme de Tharsis (hémisphère nord). Elle est constituée de coulées de lave.
Cette formation géologique a notamment été observée en août 2004 par THEMIS, l'instrument d'imagerie thermique de la sonde Mars Odyssey.

## Étymologie
Tantalus Fluctus (latin scientifique) signifie « flot Tantale ».
En planétologie, un fluctus est une zone recouverte par des épanchements (notamment, de laves). On en connaît surtout sur Io, Titan et Vénus. Sur Mars on n'en connaît qu'un autre, Galaxias Fluctus (dans la région entourant Elysium Mons).
Dans la mythologie grecque, Tantale est l'un des fils de Zeus, surtout connu pour le supplice auquel il a été condamné.

## Photographies
| - Petit volcan près de Tantalus Fluctus. - Tantalus Fluctus |